# Forbes (groupe)
Pour les articles homonymes, voir Forbes (homonymie).
Forbes est un ancien groupe suédois. Le groupe était à sa fondation composée de Peter Forbes, Roger Capello, Claes Bure, Peter Björk, Anders Hector et Chino Mariano.
Le groupe est notamment connu pour avoir remporté le concours suédois Melodifestivalen en 1977 et sa participation au Concours Eurovision de la chanson 1977, représentant la Suède avec la chanson Beatles, qui s'est classée à la 18e place avec 2 points.

## Discographie

### Albums
- 1977 : Big Deal
- 1978 : Sure I'm Scared of Flying But...

### Single
- 1977 : Beatles